# Landtagswahl in Schleswig-Holstein 1987
- SPD: 36
- SSW: 1
- FDP: 4
- CDU: 33

Die 11. Landtagswahl in Schleswig-Holstein fand am 13. September 1987 parallel zur Bremer Bürgerschaftswahl statt. Wie bereits bei der Wahl 1983 war Ministerpräsident Uwe Barschel Spitzenkandidat der CDU, bei der SPD erneut Fraktionschef und Oppositionsführer Björn Engholm.

## Vorherige Landtagswahl
Bei der Landtagswahl am 13. März 1983 hatten nur CDU, SPD und der von der Fünf-Prozent-Hürde befreite SSW mit dem Abgeordneten Karl Otto Meyer den Sprung in den Landtag geschafft. Während die CDU unter Uwe Barschels erster Spitzenkandidatur ihre seit 1971 bestehende absolute Mehrheit der Mandate mit 49 Prozent der Stimmen verteidigen konnte, verfehlte die SPD trotz eines Stimmenzuwachses mit 43,7 Prozent der Stimmen den Machtwechsel.
FDP und Grüne waren mit 2,2 bzw. 3,6 Prozent der Stimmen nicht im Landtag vertreten.
Am 24. Februar 1983 wurde eine Verlängerung der Wahlperiode um ein halbes Jahr in die Landesverfassung eingefügt, so dass die Wahlperiode vom 12. April 1983 bis zum 2. Oktober 1987 dauerte.

## Wahlkampf
Der Wahlkampf galt nach Ansicht von Wahlbeobachtern als recht emotional.
Zum einen befürchtete die CDU, nach 37 Jahren die Macht abgeben zu müssen. Andererseits wurde mit Interesse die Auseinandersetzung zwischen Barschel und Engholm beobachtet, die beide als populär galten.
Ein Artikel des Nachrichtenmagazins Der Spiegel vom 14. September 1987 beschäftigte sich mit der Wahlkampfführung des Ministerpräsidenten. Hiermit kam die Barschel-Affäre ins Rollen. Bereits am 12. September, dem Tag vor der Wahl, machte der Spiegel die im Artikel erhobenen Vorwürfe gegen Barschel öffentlich.

## Wahlergebnis
- Wahlberechtigte: 2.035.382
- Wähler: 1.559.330 (Wahlbeteiligung: 76,61 %)
- Gültige Stimmen: 1.550.036

| Partei         | Stimmen   | Anteil in % | Direkt- man- date | Sitze |
| -------------- | --------- | ----------- | ----------------- | ----- |
| SPD            | 701.124   | 45,23       | 28                | 36    |
| CDU            | 660.484   | 42,61       | 16                | 33    |
| FDP            | 81.113    | 5,23        |                   | 4     |
| GRÜNE          | 60.408    | 3,90        |                   |       |
| SSW            | 23.316    | 1,50        |                   | 1     |
| UWSH           | 20.628    | 1,33        |                   |       |
| DKP            | 2.338     | 0,15        |                   |       |
| ÖDP            | 556       | 0,03        |                   |       |
| FSU            | 39        | 0,00        |                   |       |
| Einzelbewerber | 30        | 0,00        |                   |       |
| Total          | 1.550.036 |             | 44                | 74    |

Die CDU verlor ihre absolute Mehrheit, wohingegen die SPD erstmals seit 1958 stärkste Kraft im Landtag wurde. Die FDP zog in den Landtag ein, die Grünen jedoch nicht.
Das Wahlergebnis ergab ein Patt: Zusammen mit der in den Landtag zurückgekehrten FDP (4 Mandate) verfügte die CDU über 37 der 74 Landtagsmandate. Demgegenüber standen 36 Abgeordnete der SPD und der SSW-Abgeordnete Meyer.
Die Regierungsbildung wurde erschwert durch die Affäre um Ministerpräsident Uwe Barschel, der am 2. Oktober 1987 zurücktrat und in der Nacht vom 10. zum 11. Oktober 1987 unter bis heute nicht geklärten Umständen in Genf ums Leben kam.
Aufgrund der Barschel-Affäre weigerte sich Meyer, einem CDU-Kandidaten seine Stimme zu geben, und machte so den Weg zu Neuwahlen frei, die dann am 8. Mai 1988 durchgeführt wurden.
Bis dahin führte der zum Zeitpunkt des Rücktritts von Barschel amtierende Stellvertreter des Ministerpräsidenten und Minister für Bundesangelegenheiten Henning Schwarz die Amtsgeschäfte des Ministerpräsidenten in einer geschäftsführenden Landesregierung.